# Günter Schabowski
Günter Schabowski (Anklam, 4 gennaio 1929 – Berlino, 1º novembre 2015) è stato un politico tedesco.
Funzionario del Partito Socialista Unificato di Germania (SED) nella Repubblica Democratica Tedesca si guadagnò fama in tutto il mondo nel novembre 1989 quando, involontariamente, favorì l'abbattimento del muro di Berlino.

## Biografia
Schabowski è nato a Anklam, in Pomerania (ora parte dello Stato federale del Meclemburgo-Pomerania occidentale). Ha studiato giornalismo a Lipsia, dopo di che è diventato redattore della rivista sindacale Tribune. Nel 1952 divenne un membro del SED. Nel 1978 è diventato il redattore capo del giornale Neues Deutschland ("Nuova Germania"), che come organo ufficiale del SED era considerato il primo giornale nella RDT. Nel 1981 divenne membro del Comitato Centrale del SED. Nel 1985 divenne il Primo Segretario della Bezirksleitung (direzione di distretto) del SED di Berlino Est e quindi possibile successore di Erich Honecker alla carica più alta della RDT.
Il 9 novembre 1989, in seguito ad un malinteso, Schabowski annunciò in una trasmissione in diretta, nel corso di una conferenza stampa e rispondendo alla domanda rivolta dal giornalista italiano Riccardo Ehrman (all'epoca inviato dell'ANSA), che tutte le norme per i viaggi all'estero erano state revocate con effetto immediato (ab sofort). In realtà il piano era, date le precedenti migrazioni di massa dei tedeschi orientali che si spostavano nella Germania Ovest attraverso l'Ungheria e la Cecoslovacchia, di far entrare in vigore le nuove regole solo il giorno successivo. Subito dopo l'annuncio ambiguo, nacque l'equivoco: decine di migliaia di persone si riversarono immediatamente nei pressi del muro di Berlino, dove le guardie di frontiera furono costrette ad aprire i punti di accesso e consentire loro l'abbattimento del muro.
Durante i seguenti regolamenti di conti interni alla "vecchia guardia", Schabowski fu rapidamente espulso dal SED. Dopo la riunificazione tedesca, Schabowski divenne molto critico sulla propria attività nella RDT e su quella dei suoi compagni membri del Politbüro, come pure sullo stile comunista-leninista in generale. Ha lavorato di nuovo come giornalista e redattore per un piccolo giornale locale, tra il 1992 e il 1999. Insieme ad altre personalità di spicco del regime di RDT, è stato accusato degli omicidi dei rifugiati. Nel mese di agosto del 1997 Schabowski venne condannato, insieme a Egon Krenz e Günther Kleiber, dal tribunale regionale di Berlino a tre anni di carcere per omicidio colposo multiplo. È stato uno dei pochi ex politici della SED a riconoscere pubblicamente la sua corresponsabilità per gli aspetti dittatoriali della DDR.